# Ángel Ruggiero
Ángel Ruggiero (Buenos Aires, 19 de septiembre de 1946–Madrid, 26 de marzo de 1992) fue un director de teatro, pedagogo, investigador teatral y fundador del Centro de Investigación teatral la Cuarta Pared. Fue precursor del Movimiento de Teatro Alternativo en España y fundador del Centro Internacional de Investigación Teatral-Madrid. Recibió el Premio a la Mejor Dirección 1991-92 post mortem de la Asociación Independiente de Teatro de Alicante.

## Biografía
Nació en Buenos Aires, Argentina en 1946, en el seno de una familia de inmigrantes italianos originarios de la región de Calabria. Realizó su formación teatral de Interpretación en la Escuela Nacional de Cinematografía y recibe clases de Interpretación y Dirección escénica de la mano de Oscar Fessler, Lee Strassberg y Raúl Serrano y psicología social con Enrique Pichón Riviere.
Comenzó su andadura profesional en el campo de la interpretación en montajes de obras de Bertolt Brecht, Alberto Adellach o Carlos Gorostiza y en la dirección escénica, en espectáculos como El Cordobazo. Actuó en el cortometraje Vallejos (1972). Tras el golpe militar de 1976 y la dictadura de Videla se exilió en Madrid, donde desarrolló la mayor parte de su carrera profesional. 
Dirigió obras en el teatro comercial, con la premisa de alcanzar un teatro de calidad por encima de los aspectos de  mercancía o negocio, como: ¿Fuiste a ver a la abuela?,Vade retro, de Fermín Cabal, El Grito de Fernando Quiñones, Juana del Amor Hermoso de Martínez Mediero, o Tú y yo somos tres de Jardiel Poncela.
Concebía el teatro como un proceso de conocimiento para alimento del espíritu del ser humano. El objetivo es crear la "vida" de la obra, más allá del estilo y la temática de la misma. Se intenta sugerir e interrogar, para que el espectador cree y complete con su imaginación y sensibilidad, lo que está viendo. Esto sólo se logra ofreciendo momentos teatrales de alta densidad poética o la poética de lo cotidiano. Desde esta perspectiva dirige Caballito del Diablo.
Como pedagogo e investigador teatral llevó a cabo una importante labor. Fundó en Madrid en 1985 el Centro de Investigación Teatral Cuarta Pared, en la calle Olivar de Madrid. El objetivo era crear un espacio nuevo donde trabajasen y se formaran actores y directores jóvenes con entera libertad, y pudieran mostrar al público sus creaciones sin la presión de perseguir resultados inmediatos. El trabajo actoral, sin concesiones y riguroso, se basaba en la actualización de las teorías de Konstantín Stanislavski.
En el método de creación teatral que desarrolló, al espectador se le daba un lugar activo, la oportunidad de participar en un lenguaje teatral que se iba construyendo en su presencia, en un espacio escénico no convencional. El público se solía situar alrededor de la "acción"; no existiendo un límite claramente diferenciado entre espectadores y actores. Esta iniciativa no tenía precedentes en la historia teatral madrileña.
Se fue conociendo la sala Cuarta Pared como estilo off-off, en alusión al número reducido de espectadores que tenían cabida en el pequeño espacio, siendo calificada como "compañía teatral de vanguardia", "alternativa válida al panorama teatral", etc.
Àngel Ruggiero y la Cuarta Pared fueron invitados al Festival Internacional de Caracas con el montaje Chejoviana 87, realizado con textos fragmentados de piezas del autor ruso. Se valoró ampliamente el espectáculo como: "la recreación del particular mundo de Chejov", "lección de dignidad y mística del actor", "uno de los trabajos de investigación más serios e importantes del Festival", etc.
Muchas de las creaciones colectivas de la sede de la calle Olivar, fueron valoradas muy positivamente y por la crítica del momento, Chejov y Williams, Rincones, Tránsitos, y posteriormente Segunda mano, Teniendo lugar, Ese o ese, dirigidos por la primera generación de alumnos, calificados como espectáculos "puros", "insólitos", "experiencia saludable", "hacia el origen del teatro moderno", "el otro teatro", etc.
El impacto de este método de creación teatral y como consecuencia del mismo la experiencia de espacio alternativo, que permanece hasta nuestros días, llevó a diferentes grupos a tener iniciativas similares como la de abrir salas propias y fomentar el teatro de investigación, que desembocó en lo que se conoció como Movimiento de Teatro Alternativo. La primera de ellas fue la Sala Triángulo.
Como teórico de teatro, escribió varios textos y el libro La Representación en el que desarrolló "una teoría del proceso de producción de una metáfora" para la creación teatral. En 1989 fundó el Centro Internacional de Investigación Teatral-Madrid (C.I.I.T.), con el propósito contribuir a la investigación sobre la teoría y la práctica escénicas. Organizó, junto con la Asociación de Directores de Escena, un ciclo de seminarios que se inició con el de Semiótica Teatral a cargo de Fernando de Toro, y con la producción teatral Ello Dispara de Fermín Cabal.
También dirigió Estrellas en la madrugada de Alexander Galin y Tú y yo somos tres de Jardiel Poncela.
Falleció inesperadamente el 26 de marzo de 1992. La Asociación Independiente de Teatro de Alicante le concedió el Premio a la Mejor Dirección 1991-92, post mortem. En 2004 se publicó su libro La Representación.

## Dirección
- La isla desierta (1968) de Roberto Arlt
- El largo adiós (1968) de Tennessee Williams
- El premio Gómez (1968) de Peñarol Méndez
- El pintor (1968) Creación colectiva sobre textos de Aldo Pellegrini
- Pícnic en el campo de batalla (1969) de Fernando Arrabal
- Palabras (1969) de Alberto Adellach
- La cruz de tiza (1970) de Bertolt Brecht
- El Cordobazo (1970) de Peñarol Méndez. Creación colectiva
- Nuestro fin de semana (1971) de Roberto Cossa
- La gran pelea del siglo (1971) (Versión libre de Fuenteovejuna) de R. Chernicofi y A. Ruggiero
- La murga de Juan Domingo (1974) Creación colectiva
- Arena que la vida se llevó (1976) de Albert Adellach
- ¿Fuiste a ver a la abuela? (1979) de Fermín Cabal
- Cielo sobre cielo (1980) Creación colectiva
- El grito (1981) de Fernando Quiñones
- El gato itinerante (1981) de Lauro Olmo
- Vade retro (1981) de Fermín Cabal
- Juana Del amor hermoso (1983) de Manuel Martínez Mediero
- Caballito del diablo (1984) de Fermín Cabal
- Jugando a vivir (1985) de Roberto Romero
- Chejoviana 87 (1987) Creación colectiva
- Ello dispara (1989) de Fermín Cabal
- Estrellas en la madrugada (1990) de Alexander Galin
- Tú y yo somos tres (1992) de Enrique Jardiel Poncela

## Autoría
- La gran pelea del siglo
- Hamlet (Versión libre)
- Vamos a jugar
- El día que te dieron la cicuta
- Cuarteto
- La Representación (Libro sobre el proceso de creación teatral)
- Sin límite (Guion cinematográfico)
- Los del quinto (Guion de telecomedia)
- Ensayos

## Pedagogo
Profesor de Interpretación y Dirección en la Escuela Nacional de Arte Dramático de Buenos Aires, en la Escuela de Arte Dramático de Madrid, en el Cabildo Insular de Las Palmas de Gran Canaria y en el Centro de Investigación Cuarta Pared, Madrid. (INAEM-Ministerio de Cultura), etc.

## Ponencias
- Sobre la formación del acto Festival Internacional de Teatro de Caracas, 1988
- Stanislavsky, ese desconocido Congreso Aniversario en memoria Stanislavsky, Moscú 1989